# Медаль «В память 50-летия защиты Севастополя»
Медаль «В память 50-летия защиты Севастополя» — медаль Российской империи, первая российская юбилейная медаль в память о военном событии.

## Основные сведения
Медаль «В память 50-летия защиты Севастополя» — юбилейная медаль Российской империи для награждения лиц, имевших отношение к празднованию 50-летия обороны Севастополя в Крымской войне. Существовало два варианта медали — основной, серебряный, и дополнительный, бронзовый, тираж которого был значительно ниже. 16 сентября 1903 года по указу императора Николая II учреждена серебряная медаль, а 13 декабря 1903 года учреждены правила ношения и выдачи медали и бронзовая медаль. Впервые в России учреждалась медаль по случаю юбилея военного события.

## Порядок вручения
Право на ношение серебряной медали предоставлялось всем участникам обороны Севастополя, которые были в живых ко времени награждения. В том числе награждались военачальники, офицеры, солдаты и моряки, священнослужители, жители города, участвовавшие в защите, сёстры милосердия. Также право на ношение медали распространялось на всех военных, священников и сестёр милосердия, принимавших участие в сражениях при Альме, Балаклаве, Инкермане, Чёрной речке.
Бронзовый вариант медали вручался членам Комитета по восстановлению памятников Севастопольской обороны и за исторические исследования. Известно, что Лев Николаевич Толстой получил две медали: серебряную, поскольку был участником обороны Севастополя и бронзовую за его Севастопольские рассказы (или как член Комитета по управлению Севастопольским музеем и памятниками обороны Севастополя).

## Описание медали
Медали сделаны из серебра или позолоченной светлой бронзы. Диаметр 28 мм. Гурт гладкий. На лицевой стороне медали расположен равноконечный крест, в центре которого написано число дней обороны Севастополя — «349» в дубовом венке. Вверху крест осеняется сиянием Всевидящего ока Господня. Внизу даты: «1855-1905». На оборотной стороне медали надпись на церковно-славянском, цитата из Псалтыря, кафизма 3, псалом Давида, 21, строка 5:
НА ТѦ ОУПОВАША
ОЦЫ НАШИ:
ОУПОВАША, И
ИЗБАВИЛЪ ЕСИ Ѧ:
Это означает дословно «На Тебя уповали отцы наши; уповали, и Ты избавил их» (Пс. 21:5).
Медали изготовлены на Санкт-Петербургском монетном дворе. По данным Д. И. Петерса всего было 9000 серебряных медалей и не более 30 бронзовых медалей. По данным Е. В. Лозовского, основанным на документах монетного двора, за 1903/1904 отчётный год было отчеканено только 5000 серебряных медалей, и вплоть до 1910 года нет сведений об изготовлении каких-либо серебряных или бронзовых медалей.

## Порядок ношения
Медаль имела ушко для крепления к колодке или ленте. Носить медаль следовало на груди. Лента серебряного варианта медали — Георгиевская, а бронзового — Владимирская.

## Изображение медалей

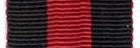
Владимирская лента

## Комментарии
1. ↑  По другим данным, 5000 серебряных медалей[1]